# Victor Lindelöf
Pour les articles homonymes, voir Lindelof.
Victor Lindelöf, né le 17 juillet 1994 à Västerås en Suède, est un footballeur international suédois, qui évolue au poste de défenseur central.

## Carrière

### Carrière en club

#### Västerås SK
Lindelöf fait ses débuts en équipe première à l'âge de seulement 16 ans en Division 3 Suédoise, avec une rencontre à la fin d'une saison où son club, le Västerås SK FK, monte à l'étage supérieur. L'année suivante il s'impose comme titulaire indiscutable en Superretan, avec 27 rencontres qui ne permettront cependant pas au club de se maintenir.
C'est alors que les cellules de recrutement du Benfica Lisbonne vont le dénicher, fin 2011. Les deux clubs trouvent un accord qui permet à Västerås d'obtenir un prêt de six mois. Il jouera donc en Suède 13 derniers matchs en 2012, avant de rejoindre pour de bon Benfica.

#### Benfica
Le Benfica a fait signer Lindelöf pour évoluer tout d'abord dans la réserve. Apprécié pour sa régularité, il va s'imposer peu à peu, jusqu'à disputer un quart de finale de Ligue des champions en 2016 et s'affirmer titulaire indiscutable, en profitant de la blessure de Lisandro López.

#### Manchester United
Le 14 juin 2017, le club anglais de Manchester United annonce son transfert et son arrivée à Old Trafford pour un contrat de 4 ans et plus de 35 millions d'euros. Il inscrit son premier but le 29 janvier 2019 face à Burnley et évite ainsi la défaite de son équipe.

### En équipe nationale

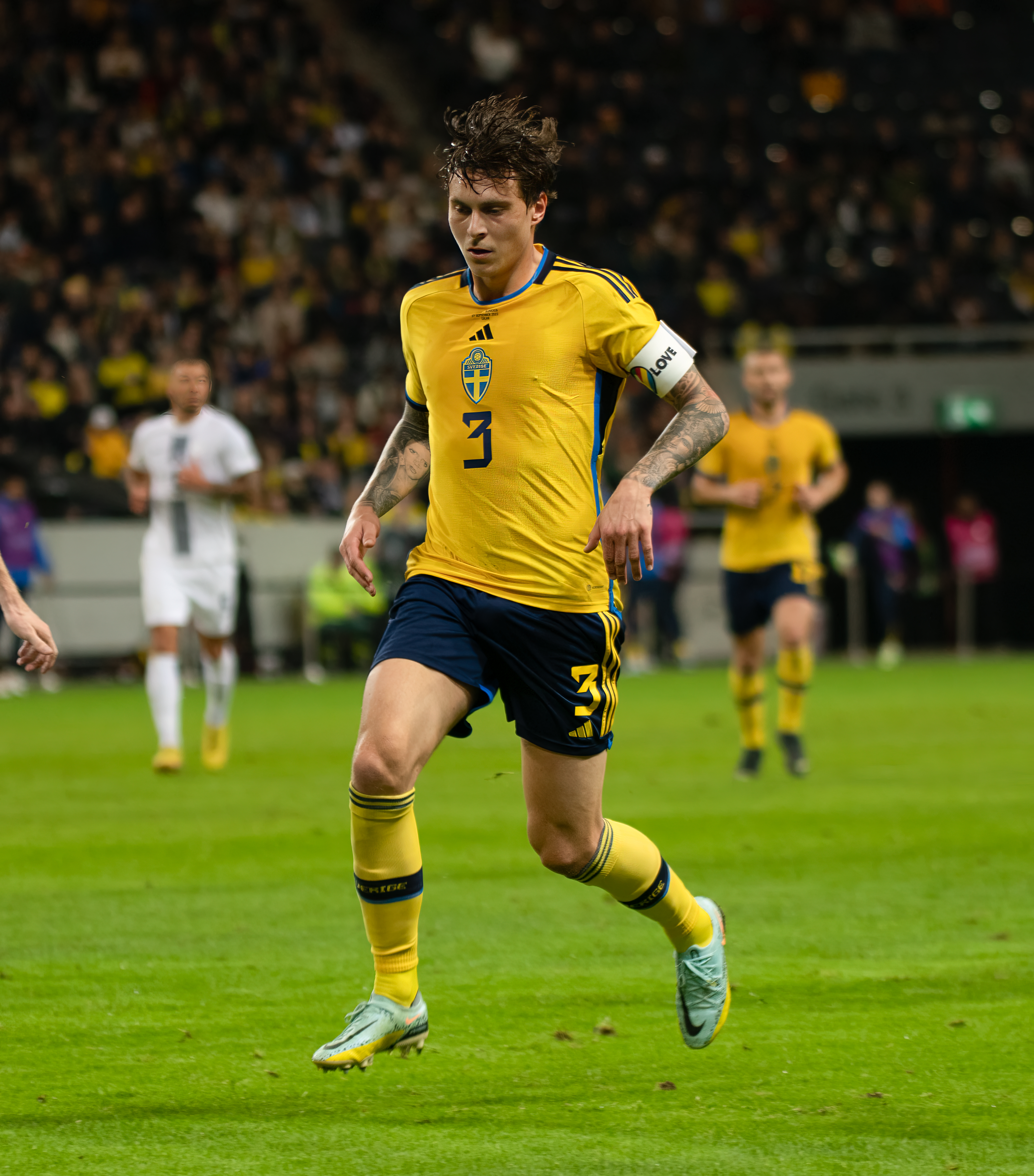
Victor Lindelöf capitaine de l'équipe de Suède en 2022.

Avec la sélection suédoise, il participe au championnat d'Europe espoirs 2015 organisé en Tchéquie. L'équipe de Suède remporte la compétition en battant le Portugal avec un tir au but vainqueur de Lindelof.
À la suite de deux belles rencontres en matchs amicaux face à la Turquie et à la Tchéquie, le sélectionneur Erik Hamrén a décidé de le prendre parmi les 23 pour l'Euro en France.
Victor Lindelöf  est retenu dans la liste des 23 suédois pour participer à la Coupe du monde 2018 en Russie. S'il ne joue pas le premier match de la compétition, il constitue avec le capitaine Andreas Granqvist la charnière centrale titulaire lors de ce mondial. La Suède fait un bon parcours, étant seulement battue en quarts de finale par l'Angleterre (0-2).
Le 19 mai 2021, il est convoqué par Janne Andersson, le sélectionneur de l'équipe nationale de Suède dans la liste des 26 joueurs suédois retenus participer à l'Euro 2020,. Il est titulaire lors de cette compétition, composant la charnière centrale aux côtés de Marcus Danielson. Il joue les quatre matchs de son équipe, qui est éliminée en huitièmes de finale contre l'Ukraine.

## Statistiques
| Saison                | Club                  | Championnat           | Championnat | Championnat | Coupe(s) nationale(s) | Coupe(s) nationale(s) | Supercoupe | Supercoupe | Compétition(s) continentale(s) | Compétition(s) continentale(s) | Compétition(s) continentale(s) | Supercoupe UEFA | Supercoupe UEFA | Total | Total |
| Saison                | Club                  | Division              | M.          | B.          | M.                    | B.                    | M.         | B.         | Comp.                          | M.                             | B.                             | M.              | B.              | M.    | B.    |
| 2011                  | Västerås SK           | Superettan            | 27          | 0           | -                     | -                     | -          | -          | -                              | -                              | -                              | -               | -               | 27    | 0     |
| 2012                  | Västerås SK           | Allsvenskan           | 13          | 0           | -                     | -                     | -          | -          | -                              | -                              | -                              | -               | -               | 13    | 0     |
| Sous-total            | Sous-total            | Sous-total            | 40          | 0           | -                     | -                     | -          | -          | -                              | -                              | -                              | -               | -               | 40    | 0     |
| 2012-2013             | Benfica B             | Segunda Liga          | 15          | 0           | -                     | -                     | -          | -          | -                              | -                              | -                              | -               | -               | 15    | 0     |
| 2013-2014             | Benfica B             | Segunda Liga          | 33          | 2           | -                     | -                     | -          | -          | -                              | -                              | -                              | -               | -               | 33    | 2     |
| 2014-2015             | Benfica B             | Segunda Liga          | 41          | 1           | -                     | -                     | -          | -          | -                              | -                              | -                              | -               | -               | 41    | 1     |
| 2015-2016             | Benfica B             | Segunda Liga          | 7           | 0           | -                     | -                     | -          | -          | -                              | -                              | -                              | -               | -               | 7     | 0     |
| Sous-total            | Sous-total            | Sous-total            | 96          | 3           | -                     | -                     | -          | -          | -                              | -                              | -                              | -               | -               | 96    | 3     |
| 2013-2014             | Benfica Lisbonne      | Primeira Liga         | 1           | 0           | 1                     | 0                     | -          | -          | -                              | -                              | -                              | -               | -               | 2     | 0     |
| 2014-2015             | Benfica Lisbonne      | Primeira Liga         | 0           | 0           | 1                     | 0                     | -          | -          | -                              | -                              | -                              | -               | -               | 1     | 0     |
| 2015-2016             | Benfica Lisbonne      | Primeira Liga         | 15          | 1           | 4                     | 0                     | -          | -          | C1                             | 4                              | 0                              | -               | -               | 23    | 1     |
| 2016-2017             | Benfica Lisbonne      | Primeira Liga         | 32          | 1           | 6                     | 0                     | 1          | 0          | C1                             | 8                              | 0                              | -               | -               | 47    | 1     |
| Sous-total            | Sous-total            | Sous-total            | 48          | 2           | 12                    | 0                     | 1          | 0          | -                              | 12                             | 0                              | -               | -               | 73    | 2     |
| 2017-2018             | Manchester United     | Premier League        | 17          | 0           | 6                     | 0                     | -          | -          | C1                             | 5                              | 0                              | 1               | 0               | 29    | 0     |
| 2018-2019             | Manchester United     | Premier League        | 30          | 1           | 3                     | 0                     | -          | -          | C1                             | 7                              | 0                              | -               | -               | 40    | 1     |
| 2019-2020             | Manchester United     | Premier League        | 35          | 1           | 8                     | 0                     | -          | -          | C3                             | 4                              | 0                              | -               | -               | 47    | 1     |
| 2020-2021             | Manchester United     | Premier League        | 29          | 1           | 5                     | 0                     | -          | -          | C1+C3                          | 5+6                            | 0+0                            | -               | -               | 45    | 1     |
| 2021-2022             | Manchester United     | Premier League        | 28          | 0           | 2                     | 0                     | -          | -          | C1                             | 5                              | 0                              | -               | -               | 35    | 0     |
| 2022-2023             | Manchester United     | Premier League        | 20          | 0           | 8                     | 0                     | -          | -          | C3                             | 7                              | 0                              | -               | -               | 35    | 0     |
| 2023-2024             | Manchester United     | Premier League        | 19          | 1           | 5                     | 0                     | -          | -          | C1                             | 4                              | 0                              | -               | -               | 28    | 1     |
| 2024-2025             | Manchester United     | Premier League        | 16          | 0           | 3                     | 0                     | -          | -          | C3                             | 6                              | 0                              | -               | -               | 25    | 0     |
| Sous-total            | Sous-total            | Sous-total            | 194         | 4           | 40                    | 0                     | -          | -          | -                              | 49                             | 0                              | 1               | 0               | 284   | 4     |
| Total sur la carrière | Total sur la carrière | Total sur la carrière | 378         | 9           | 52                    | 0                     | 1          | 0          | -                              | 61                             | 0                              | 1               | 0               | 493   | 9     |

### En sélection
| Années                | Sélection             | Phases finales        | Phases finales | Phases finales | Phases finales | Éliminatoires | Éliminatoires | Éliminatoires | Éliminatoires | Amicaux | Amicaux | Amicaux | Autres compétitions | Autres compétitions | Autres compétitions | Autres compétitions | Total | Total | Total |
| Années                | Sélection             | Comp.                 | M.             | B.             | P.d.           | Comp.         | M.            | B.            | P.d.          | M.      | B.      | P.d.    | Comp.               | M.                  | B.                  | P.d.                | M.    | B.    | P.d.  |
| --------------------- | --------------------- | --------------------- | -------------- | -------------- | -------------- | ------------- | ------------- | ------------- | ------------- | ------- | ------- | ------- | ------------------- | ------------------- | ------------------- | ------------------- | ----- | ----- | ----- |
| 2016                  | Suède                 | Euro 2016             | 3              | 0              | 0              | CdM 2018      | 4             | 1             | 0             | 4       | 0       | 0       | -                   | -                   | -                   | -                   | 11    | 1     | 0     |
| 2017                  | Suède                 | -                     | -              | -              | -              | CdM 2018      | 7             | 0             | 0             | 0       | 0       | 0       | -                   | -                   | -                   | -                   | 7     | 0     | 0     |
| 2018                  | Suède                 | Coupe du monde 2018   | 4              | 0              | 0              | -             | -             | -             | -             | 3       | 0       | 0       | LdN                 | 4                   | 1                   | 0                   | 11    | 1     | 0     |
| 2019                  | Suède                 | -                     | -              | -              | -              | Euro 2020     | 4             | 1             | 0             | -       | -       | -       |                     |                     |                     |                     | 4     | 1     | 0     |
| 2020                  | Suède                 | -                     | -              | -              | -              | -             | -             | -             | -             | -       | -       | -       | LdN                 | 5                   | 0                   | 0                   | 5     | 0     | 0     |
| 2021                  | Suède                 | Euro 2020             | 4              | 0              | 0              | CdM 2022      | 7             | 0             | 0             | 1       | 0       | 0       | -                   | -                   | -                   | -                   | 12    | 0     | 0     |
| 2022                  | Suède                 | Coupe du monde 2022   | -              | -              | -              | CdM 2022      | 2             | 0             | 0             | 2       | 0       | 0       | LdN                 | 2                   | 0                   | 1                   | 6     | 0     | 1     |
| 2023                  | Suède                 | -                     | -              | -              | -              | Euro 2024     | 8             | 0             | 0             | -       | -       | -       | -                   | -                   | -                   | -                   | 8     | 0     | 0     |
| 2024                  | Suède                 | Euro 2024             | -              | -              | -              | -             | -             | -             | -             | 5       | 0       | 0       | LdN                 | 1                   | 0                   | 0                   | 6     | 0     | 0     |
| 2025                  | Suède                 | -                     | -              | -              | -              | CdM 2026      | 1             | 0             | 0             | -       | -       | -       | -                   | -                   | -                   | -                   | 1     | 0     | 0     |
| Total sur la carrière | Total sur la carrière | Total sur la carrière | 11             | 0              | 0              | -             | 33            | 2             | 0             | 15      | 0       | 0       | -                   | 12                  | 1                   | 1                   | 71    | 3     | 1     |

Le tableau suivant liste les rencontres de l'équipe de Suède dans lesquelles Victor Lindelöf a été sélectionné depuis le 28 mai 2017 jusqu'à présent :

## Palmarès

### En club
| Västerås SK (1)                        | Benfica Lisbonne (7) | Manchester United (2) |
| -------------------------------------- | --- | --- |
| - Division 1 (1) : - Vainqueur en 2010 | - Championnat du Portugal (3) : - Champion en 2014, 2016 et 2017 - Coupe du Portugal (2) : - Vainqueur en 2014 et 2017 - Coupe de la Ligue (1) : - Vainqueur en 2016 - Supercoupe du Portugal (1) : - Vainqueur en 2017 | - Premier League (0) : - Vice-champion en 2018 et 2021 - Coupe d'Angleterre (1) : - Vainqueur en 2024 - Finaliste en 2023 - Coupe de la Ligue (1) : - Vainqueur en 2023 - Ligue Europa (0) : - Finaliste en 2021 - Supercoupe de l'UEFA (0) : - Finaliste en 2017 |

### En sélection nationale
| Suède espoirs (1)                                        |
| -------------------------------------------------------- |
| - Championnat d'Europe espoirs (1) : - Vainqueur en 2015 |

### Distinctions individuelles
- Guldbollen en 2018 et 2019.